# يوهان ياكوب ليو
يوهان ياكوب ليو (و. 1689 – 1768 م) هو مصرفي، وكاتب، ومؤرخ سويسري، ولد في زيورخ، توفي في زيورخ، عن عمر يناهز 79 عاماً.